# Tricio
Tricio è un comune spagnolo di 403 abitanti situato nella comunità autonoma di La Rioja.